# Lycée du parc du lycée

Le lycée du parc du lycée (en finnois : Lyseonpuiston lukio) est un lycée situé à Rovaniemi en Finlande.

## Présentation
L'établissement a pour thèmes principaux l’éducation internationale et les arts visuels. Il est possible d'y préparer le baccalauréat finlandais et de suivre une filière des beaux-arts ou la filière du baccalauréat international.

## Histoire
Il est fondé en 1908 en tant qu'école secondaire, puis intègre des classes de lycée pour permettre de passer le baccalauréat en 1923.
Jusqu'à la guerre de Laponie, l'école fonctionne dans une ancienne école primaire conçue par Wivi Lönn.
Depuis 1952, le lycée est situé dans un bâtiment conçu par l'architecte Jorma Järvi.